# Glaucoma pigmentario
Il glaucoma pigmentario è una forma secondaria di glaucoma ad angolo aperto, distinto dal glaucoma cronico semplice. 

## Storia
La malattia è stata individuata per la prima volta dal tedesco Krukenberg F nel 1899.

## Epidemiologia
Si manifesta principalmente nei maschi bianchi, la presenza di segni di miopia costituisce fattore di rischio.
La sua incidenza è massima nei giovani di età dai 20 ai 40 anni.

## Fisiopatologia
Si evidenzia un intasamento del trabecolato (il canale di fuoriuscita dell'umor acqueo), determinato dalla deposizione di granuli di pigmento, con impedimento al deflusso ed aumento della pressione intraoculare. 
Sono diverse le circostanze che possono far scaturire tale evento. Il glaucoma pigmentario può essere una complicanza della sindrome della dispersione pigmentaria (nel 10% dei casi), caratterizzata da accumulo di granuli senza innalzamento della pressione intraoculare.

## Terapia
Si utilizza la trabeculoplastica con laser.. Può residuare molto raramente ipotonia.